# 二尖耳蕨
二尖耳蕨（学名：Polystichum biaristatum）为鳞毛蕨科耳蕨属下的一个种。

## 扩展阅读
- 維基物種上的相關：二尖耳蕨